# Jim Rigsby
Jim Rigsby, ameriški dirkač Formule 1, *6. junij 1923, Spadry, Arkansas, ZDA, †31. avgust 1952, Dayton, Ohio, ZDA.
Jim Rigsby je pokojni ameriški dirkač, ki je leta 1952 sodeloval na ameriški dirki Indianapolis 500, ki je med letoma 1950 in 1960 štela tudi za prvenstvo Formule 1, in dosegel dvanajsto mesto. Istega leta se je smrtno ponesrečil na manjši dirki v ameriškem mestu Dayton.